# Bariay

Premier voyage de Christophe Colomb : 3 août 1492 - 15 mars 1493. Bariay est le lieu où Colomb rejoint l'île de Cuba.

Bariay est le site où l'explorateur Christophe Colomb débarque pour la première fois sur l'île de Cuba le 28 octobre 1492. Il est situé dans l'actuelle province de Holguín, dans la municipalité de Rafael Freyre, sur la côte est de la baie de Bariay à Playa Blanca, à environ 37 kilomètres de la ville de Holguín.
Son nom est dû à un mot indigène qui était constamment répété par les habitants de la région à l'arrivée des conquérants.
Dans cette zone se trouve le parc du monument national de Bariay (en espagnol : Parque Monumento Nacional Bariay), où se trouve un musée archéologique dans lequel le village décrit par Colomb dans son journal est reconstruit.

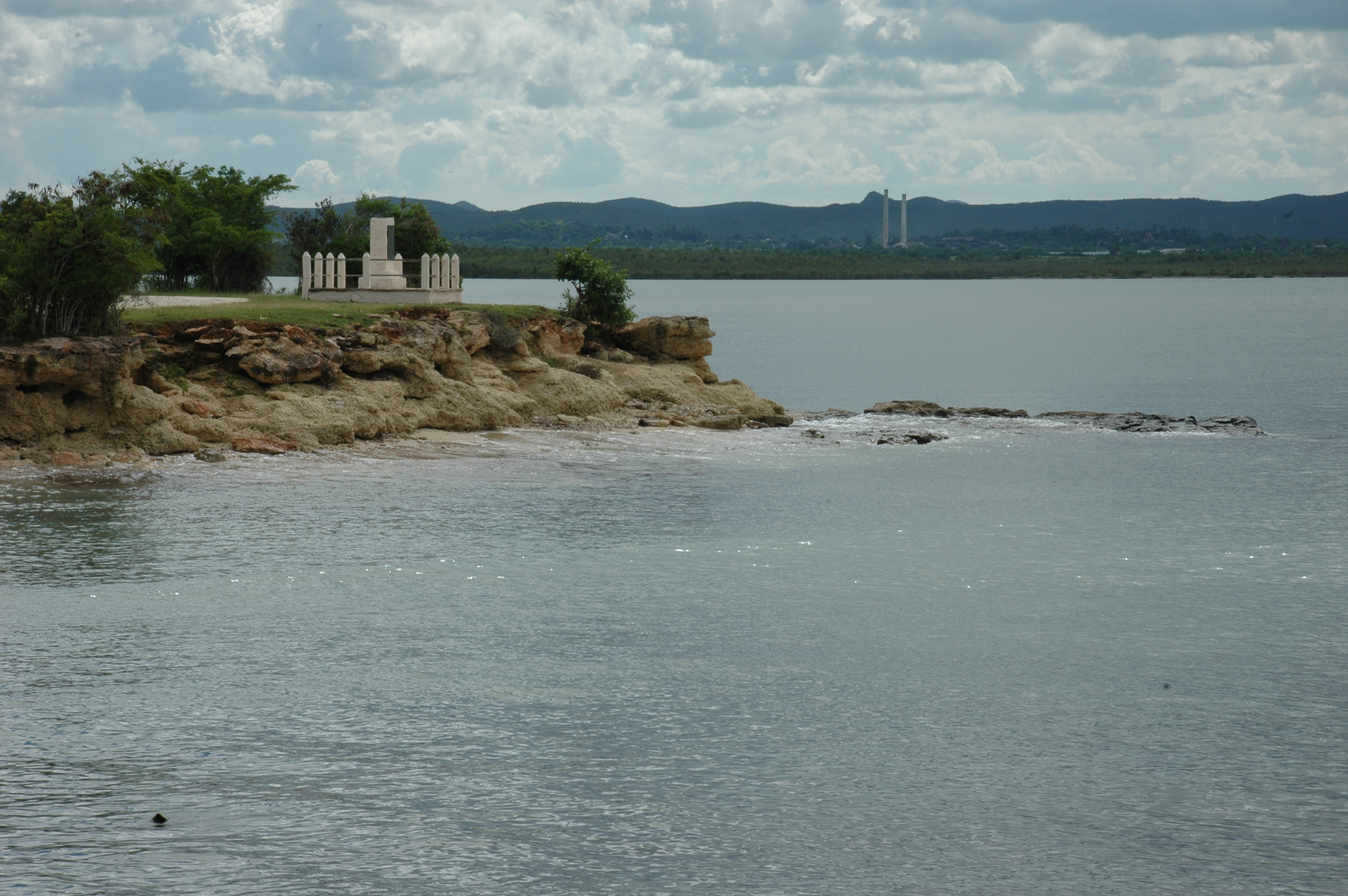
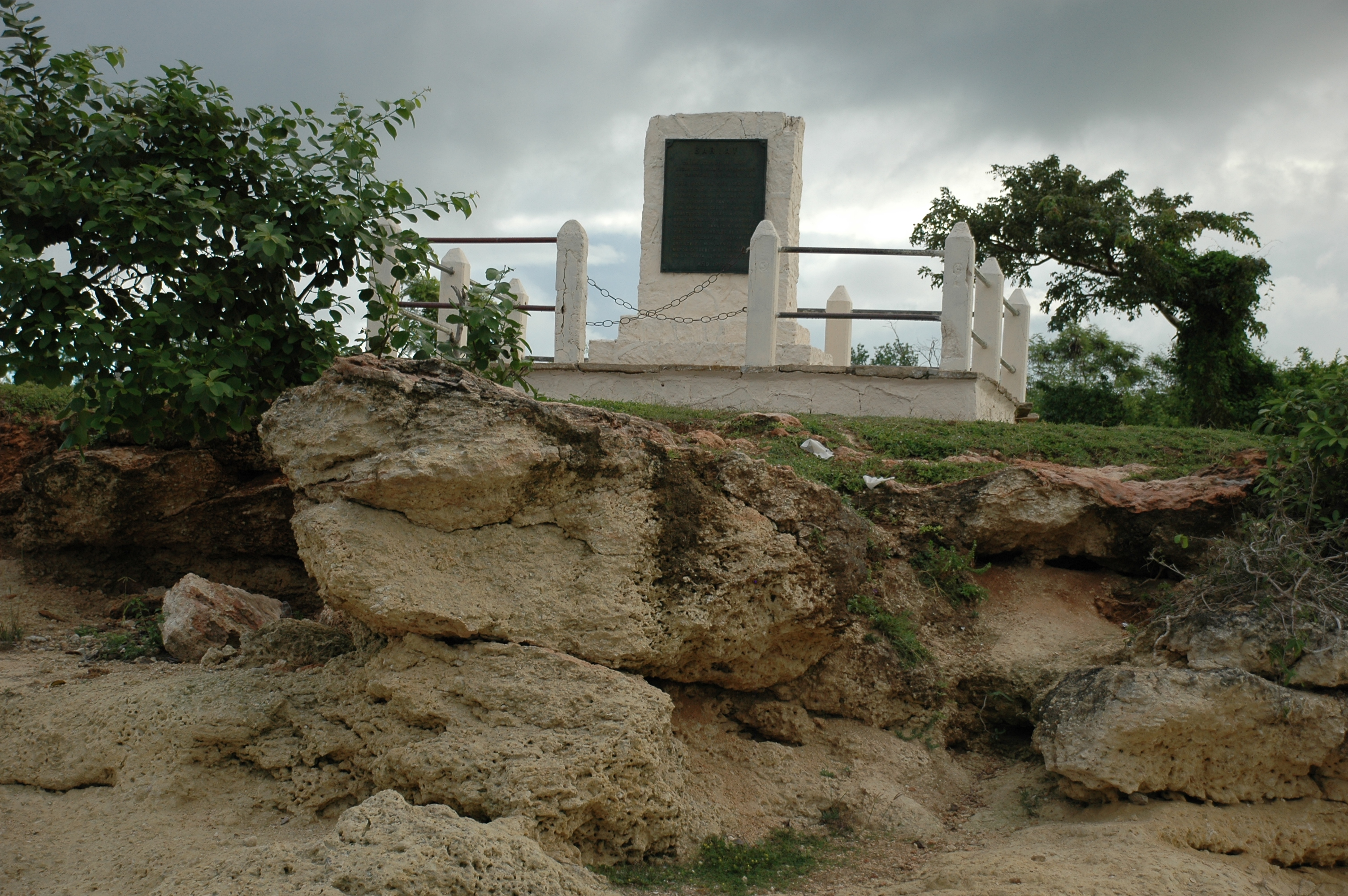
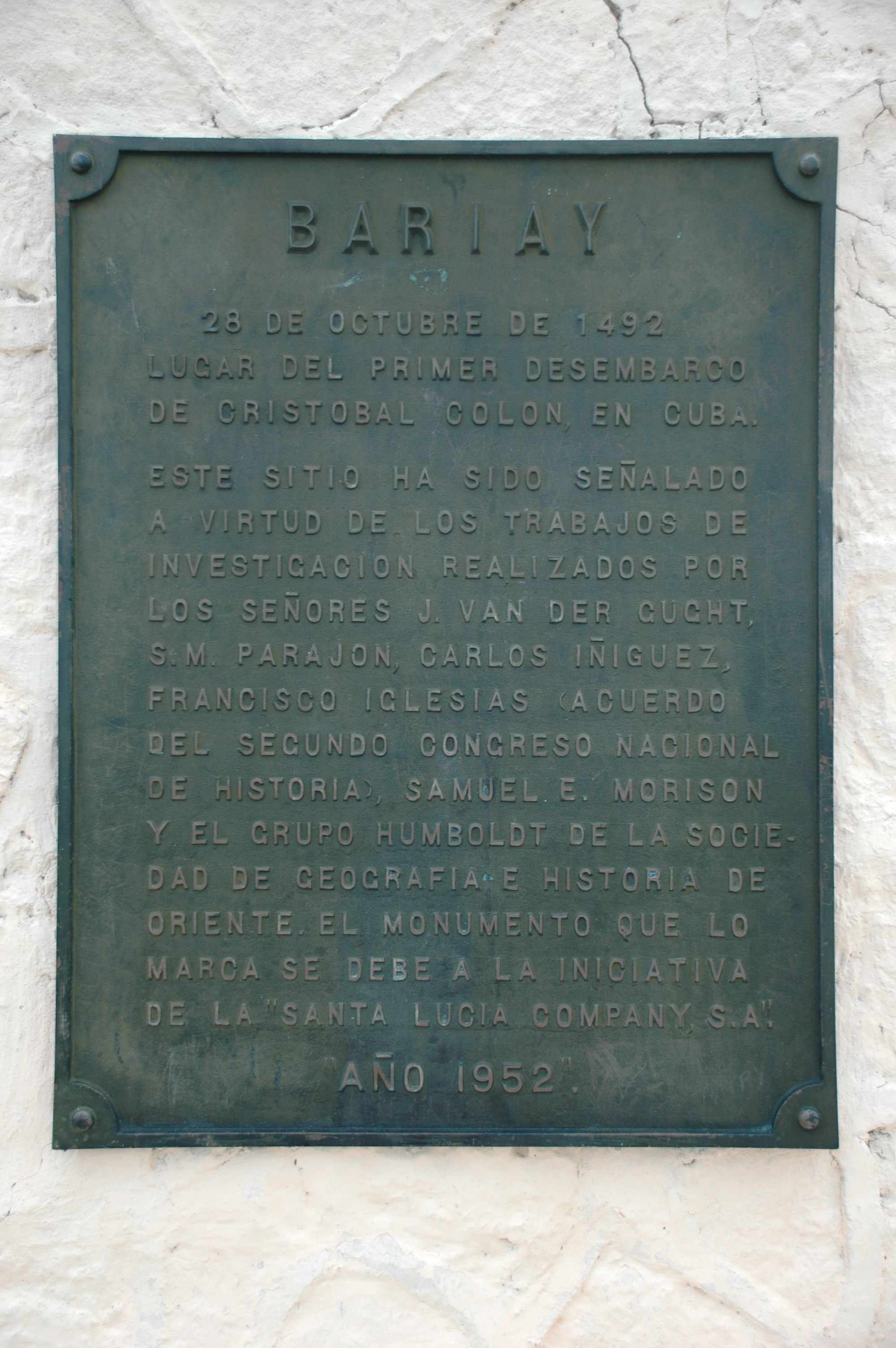
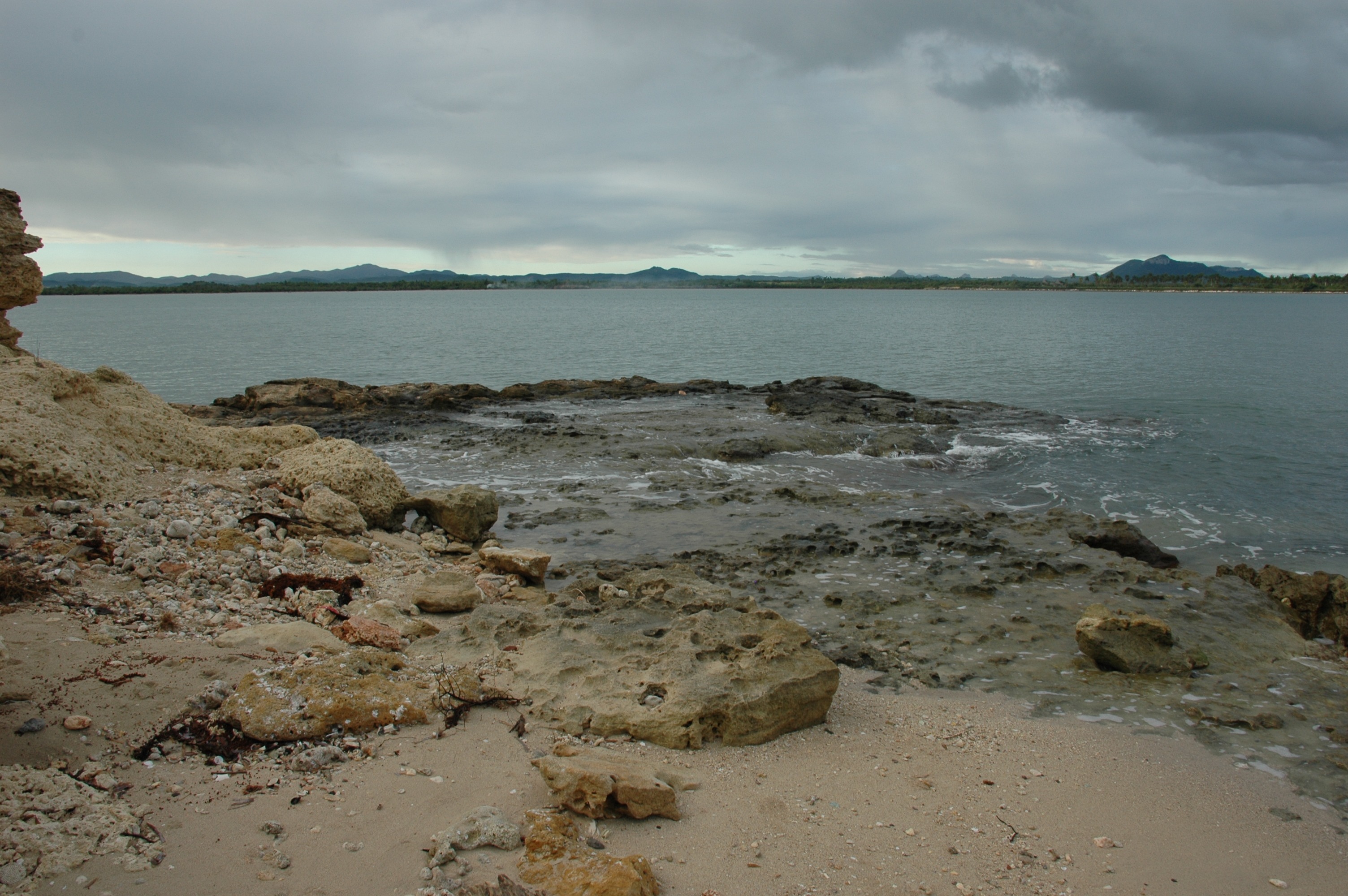